# Длиннохвостый ящер
Четырёхпалый ящер, или четырёхпалый панголин, или длиннохвостый ящер (лат. Phataginus tetradactyla), — вид млекопитающих из отряда панголинов.
Это наиболее древесный из африканских видов панголинов. Распространён в экваториальной Африке от Сенегала и Гамбии до западной Уганды и на юг до юго-западной Анголы. Обитает во влажных тропических речных и болотных лесах, всегда недалеко от воды. В Нигерии его видели во вторичных лесах и в сельскохозяйственных землях (сельскохозяйственные угодья бывших низменных тропических лесов). Обладает длинным цепким хвостом, составляющим около 2/3 всей длины млекопитающего. При длине тела 35—40 см, хвост ящера достигает 60—70 см. Таким образом, среди всех видов панголинов, длиннохвостый ящер обладает самым большим хвостом и самым коротким телом. Хвост содержит от 46 до 47 позвонков, что также является рекордом для млекопитающих. Питается муравьями, термитами и другими беспозвоночными. Период беременности длится около 140 дней, после чего самки рожают одного детёныша. 
Находится под угрозой селективной охоты на мясо, в лекарственных и культурных целях, хотя в гораздо меньшей степени, чем белобрюхий ящер (Manis tricuspis) или гигантский ящер (Manis gigantea). Присутствует на многих природоохранных территориях (например, заповедник Итури).

## Синонимы
В синонимику вида входят следующие биномены:
- Manis africana Desmarest, 1822
- Manis ceonyx Rafinesque, 1820
- Manis hessi Noack, 1889
- Pholidotus longicaudatus Brisson, 1756
- Phataginus ceonyx Rafinesque, 1821
- Manis longicaudatus Rosevear, 1953